# Rhynchospora hirsuta
Rhynchospora hirsuta är en halvgräsart som först beskrevs av Vahl, och fick sitt nu gällande namn av Vahl. Rhynchospora hirsuta ingår i släktet småag, och familjen halvgräs. Inga underarter finns listade i Catalogue of Life.